# Émetteur de l'Eselsberg

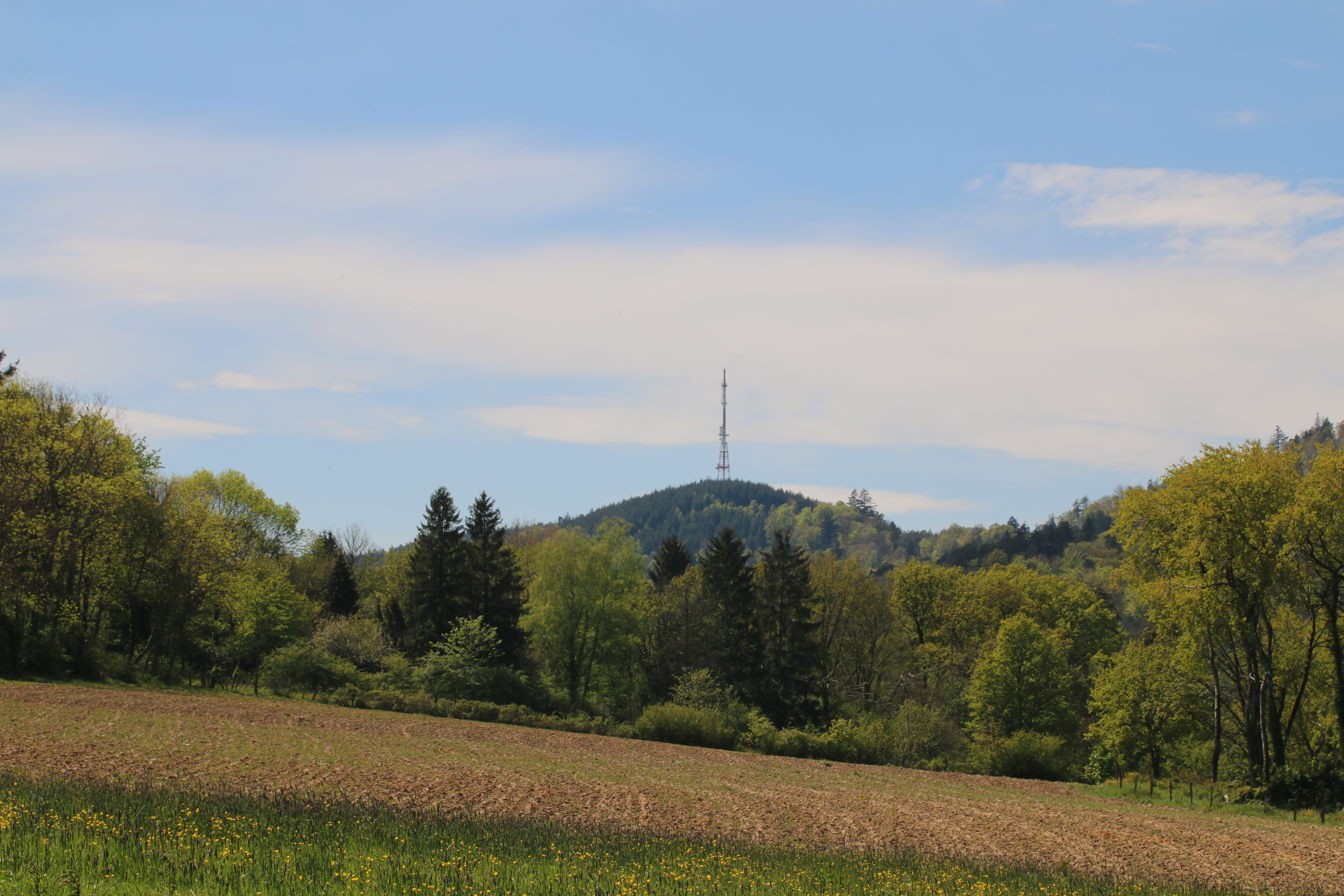
L'Eselsberg et son émetteur depuis les hauteurs de Rott au nord-est.

L'émetteur de l'Eselsberg est un émetteur de télévision et de radiodiffusion situé dans les Vosges du Nord, Bas-Rhin, Alsace, à 4.5 km au sud-sud-ouest de Wissembourg. Il est aussi connu sous l'appellation de Wissembourg-Eselsberg-Col du Pigeonnier.  Altitude du site 480 m. Hauteur de la structure, environ 100 m.

## Télévision analogique
| Chaînes                                       |
| --------------------------------------------- |
| TF1                                           |
| France 2                                      |
| France 3 Alsace                               |
| Canal+                                        |
| France 5 (de 3 h à 19 h) Arte (de 19 h à 3 h) |
| M6                                            |
| Alsace 20                                     |

## Télévision numérique[1]
| Multiplex | LCN              | Chaînes                                                          | Canal | Puissance (PAR) | Diffuseur |
| --------- | ---------------- | ---------------------------------------------------------------- | ----- | --------------- | --------- |
| R1        | 2 3 14 27 30     | France 2 France 3 Alsace France 4 France Info BFM Alsace         | 45H   | 200 W           | TDF       |
| R2        | 8 15 16 17 18    | C8 BFM TV CNews CStar Gulli                                      | 26H   | 200 W           | TDF       |
| R3        | 4 26 41 42 43 45 | Canal+ LCI Paris Première Canal+ Sport Canal+ Cinéma(s) Planète+ | 47H   | 200 W           | TDF       |
| R4        | 5 6 7 9 22       | France 5 M6 Arte W9 6ter                                         | 22H   | 50 W            | TDF       |
| R6        | 1 10 11 12 13    | TF1 TMC TFX NRJ 12 LCP                                           | 25H   | 200 W           | TDF       |
| R7        | 20 21 23 24 25   | TF1 Séries Films L'Équipe RMC Story RMC Découverte Chérie 25     | 43H   | 200 W           | TDF       |

## Autres émetteurs principaux en région Alsace
- Émetteur TV de Nordheim-Strasbourg
- Émetteur de Mulhouse
- Émetteur du Donon-Sarrebourg